# Better Off Dead
Better Off Dead är det tyska thrash metal-bandet Sodoms fjärde studioalbum, utgivet i oktober 1990 på Steamhammer på vinyl och CD.
Better Off Dead var Sodoms enda studioalbum med gitarristen Michael Hoffmann.

## Låtlista
Side A
1. "An Eye for an Eye" – 4:25
2. "Shellfire Defense" – 4:22
3. "The Saw Is the Law" – 4:12
4. "Turn Your Head Around" (Tank-cover) – 3:23
5. "Capture the Flag" – 6:08

Side B
1. "Bloodtrails" – 4:45
2. "Never Healing Wound" – 2:26
3. "Better Off Dead" – 3:44
4. "Resurrection" – 4:50
5. "Stalinorgel" – 4:42

Bonusspår på CD-versionen
1. "Cold Sweat" (Thin Lizzy-cover) – 3:11
2. "Tarred and Feathered" – 3:02

## Medverkande
Musiker
- Tom Angelripper – sång, basgitarr
- Michael Hoffmann – gitarr
- Christian "Witchhunter" Dudek – trummor

Produktion
- Harris Johns – producent, mixning
- Angelo Plate – inspelningstekniker
- Thomas Pätsch – inspelningstekniker
- David Nash – inspelningstekniker
- Andreas Marschall – omslagskonst